# Черешенька (річка)
Чере́шенька (або Чере́шенків) — річка в Україні, у Івано-Франківському районі Івано-Франківської області. Ліва притока Бистриці-Солотвинської (басейн Дністра).

## Опис
Довжина близько 6 км від найвіддаленішого витоку[джерело?]. Притоками є Березівський та Вилівський.

## Розтошування
Були три притоки, які починали свій маршрут в лісі, вони з’єднувалися на полі і утворювали центральне русло річки Черешенька, яка петляла через Пасічну і впадала в Бистрицю-Солотвинську.
Черешенька мала три русла: одне природне, друге — штучне, після повені 1967 року і створення Набережної, і третє — штучне, після перепланування мікрорайону Пасічна в кінці 70-х початку 80-х. Коли створили «Німецьке» озеро, дамбу в Дем’яновому лазі і зробили штучне бетонне русло.